# Living Things
Living Things (estilizado en mayúsculas) —en español: «Cosas vivientes»— es el quinto álbum de estudio de la banda estadounidense de Rock Linkin Park. El álbum fue lanzado el 26 de junio de 2012 por el sello discográfico Warner Bros. Records. La producción estuvo a cargo del vocalista Mike Shinoda y Rick Rubin, quien coprodujo los dos álbumes anteriores de la banda, Minutes to Midnight y A Thousand Suns. Antes del lanzamiento del álbum, la banda declaró que el nuevo material contaría con una nueva dirección en su música, combinando los elementos rap rock de su álbum debut, Hybrid Theory, y las mezclas electrónicas de A Thousand Suns, manteniendo al mismo tiempo un sonido original. Este es el cuarto álbum de Linkin Park en debutar en la posición número uno en los Estados Unidos. Los otros tres grupos a llevar a cabo esta hazaña son la banda de metal Metallica, Dave Matthews Band y Disturbed.

## Antecedentes
En junio de 2011, el vocalista principal de Linkin Park, Chester Bennington, reveló en una entrevista con la revista británica Kerrang! que Linkin Park había comenzado a trabajar en un nuevo material para su quinto álbum de estudio. Él explicó: «Hemos estado trabajando los dos últimos meses en un nuevo álbum. La música es genial y estamos muy por delante de lo que esperábamos. No hay un montón de sonidos en marcha pero sí hay un montón de buenas canciones».
Los productores del álbum fueron el co-vocalista de la banda, Mike Shinoda, y Rick Rubin. Al empezar la producción del álbum, Rubin le dijo a Billboard: «Normalmente tendremos reuniones una vez a la semana para poder escuchar las nuevas canciones que están por venir y hablar sobre ellas. Por lo pronto que sea, ellos están mucho más avanzados de lo que han estado en los últimos dos álbumes que hemos hecho. En A Thousand Suns aún había un montón de "hierro en el fuego"». Bennington explicó que: «Rubin nos da el espacio para ser simplemente nosotros mismos y trabajar por nuestra cuenta. Él nos da una descripción clara y concisa de lo que quiere. Particularmente nos dijo que le gustaría que nos esforzáramos en un sonido más "fresco"».
En marzo de 2012, Brad Delson, dijo que el álbum está previsto para mediados de año. La revista Spin reveló que Bennington y Shinoda lo presentarían el álbum en abril, también una función con el músico Owen Pallett para el álbum.  Un día más tarde presentó Linkin Park y la carátula del álbum anunció su lanzamiento el 26 de junio. Linkin Park también dio a conocer la lista de canciones y las fechas para el Honda Civic Tour con Incubus.

## Recepción

### Críticas profesionales
La revista Rolling Stone le otorgó una calificación de tres estrellas de cinco. Nick Catucci, periodista de la publicación, cuestionó la orientación musical del álbum entre la mezcla de rock y rap, y la falta de relación entre los sonidos producidos por cada músico, aunque señaló que «Burn it Down» era uno de los mejores sencillos de la banda.

### Recepción y ventas
Living Things debutó en la primera posición de la lista Billboard 200, con 223 000 copias vendidas, superando a Maroon 5 en 1000 ventas de su álbum Overexposed, de acuerdo con Nielsen SoundScan. El álbum ha vendido 35 000 copias y es certificado oro en Australia. El álbum debutó en el número uno en el Reino Unido, entre otras cosas, al igual que en Finlandia.

## Lista de canciones
Todas las letras escritas por Linkin Park, toda la música compuesta por Linkin Park. 
| N.º   | Título              | Duración |  |
| 1.    | «Lost in the Echo»  | 3:25     |  |
| 2.    | «In My Remains»     | 3:20     |  |
| 3.    | «Burn It Down»      | 3:51     |  |
| 4.    | «Lies Greed Misery» | 2:26     |  |
| 5.    | «I'll Be Gone»      | 3:31     |  |
| 6.    | «Castle of Glass»   | 3:25     |  |
| 7.    | «Victimized»        | 1:46     |  |
| 8.    | «Roads Untraveled»  | 3:49     |  |
| 9.    | «Skin to Bone»      | 2:48     |  |
| 10.   | «Until It Breaks»   | 3:43     |  |
| 11.   | «Tinfoil»           | 1:11     |  |
| 12.   | «Powerless»         | 3:44     |  |
| 36:59 |                     |          |  |

| Bonus Tracks de la edición japonesa |                            |          |  |
| N.º                                 | Título                     | Duración |  |
| 13.                                 | «What I've Done» (En vivo) | 4:07     |  |
| 41:06                               |                            |          |  |

| Living Things Remix |                                               |          |  |
| N.º                 | Título                                        | Duración |  |
| 1.                  | «Burn It Down» (RAC remix)                    | 3:38     |  |
| 2.                  | «Burn It Down» (Paul van Dyk remix)           | 8:00     |  |
| 3.                  | «Burn It Down» (Tom Swoon remix)              | 4:51     |  |
| 4.                  | «Until It Breaks» (Datsik remix)              | 6:04     |  |
| 5.                  | «Roads Untraveled» (Rad Omen Remix con Bun B) | 5:32     |  |
| 6.                  | «Burn It Down» (Bobina Remix)                 | 5:22     |  |
| 7.                  | «Until It Breaks» (Money Mark Remix)          | 4:36     |  |
| 8.                  | «Powerless» (Enferno Remix)                   | 6:19     |  |

### Letras y musicalización
«Lies Greed Misery» fue escrita por Chester Bennington y Mike Shinoda, mientras que su producción estuvo a cargo de este último junto a Rick Rubin. Ocupa la pista número cuatro de Living Things. La canción presenta una fuerte base electrónica y nu metal, en la cual se pueden escuchar levemente los instrumentos de los integrantes de la banda, y dicho tema también forma parte de la banda sonora de la película Abraham Lincoln: Vampire Hunter.

## Personal
| Linkin Park - Chester Bennington – voz - Rob Bourdon – batería, percusiones - Brad Delson – guitarra líder, coros, voces adicionales en "Until It Breaks", sintetizador en "Burn it Down", sampler en "Lies Greed Misery", "Castle of Glass" "Victimized", guitarra acústica en "Castle of Glass" - Dave Farrell – bajo, coros, sintetizadores en "Lost in the Echo", "Lies Greed Misery" y "Victimized" - Joe Hahn – tocadiscos, sintetizador, muestras, teclado, programación, coros - Mike Shinoda – voz, guitarra rítmica, teclado, piano, sintetizador. Guitarra eléctrica, cadenas y cuernos en "Castle of Glass" Músicos adicionales - Owen Pallett – cuerdas en "I'll Be Gone". | Personal técnico - Rick Rubin – productor - Mike Shinoda – productor, ingeniero, director creativo - Joe Hahn - director creativo - Ethan Mates – ingeniero - Andrew Hayes – asistente, ingeniero, editor - Brad Delson – producción adicional - Jerry Johnson - técnico de batería - Ryan DeMarti – coordinación de producción, coordinación de A&R - Manny Marroquin – mezcla (asistido por Chris Galland y Del Bowers) - Brian Gardner – masterización - Rob Cavallo – A&R - Liza Jospeph – coordinación de A&R - Peter Standish – director de marketing - Brandon Parvini – obra de arte, director creativo - The Uprising Creative – dirección de arte, diseño - Frank Maddocks – diseño del icono LP |  |

## Posicionamiento en listas
| Lista (2012)                              | Mejor posición |
| ----------------------------------------- | -------------- |
| Alemania (German Albums Chart)            | 1              |
| Australia (Australian Albums Chart)       | 2              |
| Austria (Austrian Albums Chart)           | 1              |
| Bélgica (Belgian Albums Chart Flandes)    | 4              |
| Bélgica (Belgian Albums Chart Valonia)    | 2              |
| Canadá (Canadian Albums Chart)            | 1              |
| China (Hong Kong Albums Chart)            | 1              |
| Corea del Sur (South Korean Albums Chart) | 1              |
| Dinamarca (Danish Albums Chart)           | 2              |
| Escocia (Scottish Albums Chart)           | 2              |
| España (Spanish Albums Chart)             | 2              |
| Estados Unidos (Alternative Albums)       | 1              |
| Estados Unidos (Billboard 200)            | 1              |
| Estados Unidos (Hard Rock Albums)         | 1              |
| Estados Unidos (Rock Albums)              | 1              |
| Finlandia (Finnish Albums Chart)          | 1              |
| Francia (French Albums Chart)             | 2              |
| Hungría (Hungarian Albums Chart)          | 1              |
| Irlanda (Irish Albums Chart)              | 1              |
| Italia (Italian Albums Chart)             | 1              |
| Japón (Japanese Albums Chart)             | 1              |
| México (Mexican Albums Chart)             | 5              |
| Noruega (Norwegian Albums Chart)          | 2              |
| Nueva Zelanda (New Zeland Albums Chart)   | 1              |
| Países Bajos (Dutch Albums Chart)         | 1              |
| Polonia (Polish Music Chart)              | 1              |
| Portugal (Portuguese Albums Chart)        | 1              |
| Reino Unido (UK Albums Chart)             | 1              |
| República Checa (Czech Albums Chart)      | 1              |
| Rusia (Russian Music Charts)              | 1              |
| Suecia (Swedish Albums Chart)             | 1              |
| Suiza (Swiss Music Charts)                | 1              |
| Taiwán (Taiwanese Albums Chart)           | 1              |

### Sencillos
| Año  | Canción            | Posicionamiento en listas | Posicionamiento en listas | Posicionamiento en listas | Posicionamiento en listas | Posicionamiento en listas | Posicionamiento en listas | Posicionamiento en listas | Posicionamiento en listas | Posicionamiento en listas | Posicionamiento en listas | Posicionamiento en listas | Posicionamiento en listas | Posicionamiento en listas | Posicionamiento en listas | Posicionamiento en listas | Posicionamiento en listas | Posicionamiento en listas | Posicionamiento en listas | Posicionamiento en listas |
| Año  | Canción            | EU                        | EU Rock                   | EU Alt.                   | JAP                       | ALE                       | CAN                       | R.U                       | R.U Rock                  | AUS                       | NZL                       | AUT                       | BEL                       | DIN                       | FRA                       | ITA                       | IRL                       | HOL                       | POR                       | SUI                       |
| ---- | ------------------ | ------------------------- | ------------------------- | ------------------------- | ------------------------- | ------------------------- | ------------------------- | ------------------------- | ------------------------- | ------------------------- | ------------------------- | ------------------------- | ------------------------- | ------------------------- | ------------------------- | ------------------------- | ------------------------- | ------------------------- | ------------------------- | ------------------------- |
| 2012 | "Burn It Down"     | 30                        | 1                         | 3                         | 7                         | 2                         | 33                        | 27                        | 1                         | 41                        | 13                        | 10                        | 58                        | 37                        | 55                        | 12                        | 43                        | 59                        | 7                         | 12                        |
| 2012 | "Lost in the Echo" | 95                        | —                         | —                         | —                         | 68                        | —                         | 175                       | 4                         | —                         | —                         | —                         | —                         | —                         | 150                       | —                         | —                         | —                         | —                         | —                         |
| 2013 | "Castle of Glass"  | —                         | 44                        | —                         | —                         | —                         | —                         | —                         | —                         | —                         | —                         | —                         | —                         | —                         | —                         | —                         | —                         | —                         | —                         | —                         |